# Qikiqtaaluk (Sillem Island)
Qikiqtaaluk, offizieller Name der Insel seit dem 14. März 2007, davor Sillem Island, ist eine unbewohnte Insel im kanadischen Territorium Nunavut. Sie ist die nach Bylot Island zweitgrößte und zweithöchste der vielen hundert Inseln, die unmittelbar vor der zerklüfteten Nordostküste der Baffin-Insel liegen.

## Geographie
Die Insel liegt tief im Scott Inlet, in dessen Ausgang in die offene See der Baffin Bay mit Scott Island eine weitere Insel liegt. Qikiqtaalu (Sillem Island) wird nordwestlich vom Clark Fiord, südöstlich vom Gibbs Fiord umschlossen. Die Gestalt der Insel erinnert an ein abgeplattetes Fünfeck, dessen längste Diagonale fast 35 km misst. Dem Südwestkap ist ein etwa einen Quadratkilometer großes Felseiland vorgelagert. Die Küste von Sillem Island ist schroff und steil. Die Insel erreicht in ihrem vergletscherten Inneren eine Höhe von bis zu 1640 m. Sie ist damit die achthöchste Insel Kanadas. Die Auslassgletscher der Eiskappe ergießen sich mehrheitlich in nordwestlicher Richtung in den Clark Fiord. Im Südwesten der Insel liegt in 730 m Höhe ein 2,5 Kilometer langer und einen Kilometer breiter Gletschersee, der ebenfalls in den Clark Fiord entwässert.